# Atarba (Ischnothrix) brevilyra
Atarba (Ischnothrix) brevilyra is een tweevleugelige uit de familie steltmuggen (Limoniidae). De soort komt voor in het Neotropisch gebied.